# Symphytognathidae
Symphytognathidae zijn een familie van spinnen. De familie telt 7 beschreven geslachten en 65 soorten.

## Geslachten
- Anapistula Gertsch, 1941
- Anapogonia Simon, 1905
- Crassignatha Wunderlich, 1995
- Curimagua Forster & Platnick, 1977
- Globignatha Balogh & Loksa, 1968
- Patu Marples, 1951
- Symphytognatha Hickman, 1931

## Taxonomie
Voor een overzicht van de geslachten en soorten behorende tot de familie zie de lijst van Symphytognathidae.